# Свети Георги (Цигарево)
Вижте пояснителната страница за други значения на Свети Георги.
„Свети Георги“ (на гръцки: Αγίου Γεωργίου) е православна манастирска църква в Егейска Македония, Гърция, част от Гумендженската, Боймишка и Ругуновска епархия на Вселенската патриаршия.
Църквата е бивша енорийска църква на село Цигарево, разположено в югоизточните склонове на планината Паяк (Пайко), над Гумендже (Гумениса). В 1947 година Цигарево е изоставано. В 1990 година край църквата е основан „Свети Георги и Света Богородица Утешение“. До изграждането на църквата „Света Богородица Утешение“ южно от нея, „Свети Георги“ играе роля на католикон на манастира.
Според Николаос Муцопулос църквата е изградена вероятно в XIX век. Представлява трикорабна базилика с полукръгла апсида и с доста тесни кораби, разделени от по шест дървени колони, измазани багдатски. Максималните вътрешни размери са 5,60 х 15,20 m. На запад и юг църквата има трем с по-нисък покрив от този на основния храм. Дървените колони на едноскатния покрив не достигат до пода, а опират на нисък парапет. Църквата има два входа. От запад правоъгълна дървена врата води до високия нартекс, който се използва и като женска църква. На южната стена има два, а на северната един малък правоъгълен прозорец. Покривът на централния кораб е по-висок от този на другите два.
Таваните на корабите са дървени, резбовани с ромбоидни мотиви, с табло на Христос Пантократор на средния. Оригиналният иконостас е откраднат. По описанието на Ахилеас Йоанидис е бил дървен, изписан с прости флорални мотиви. Откраднати са и повечето оригинални икони. От царските икони са спасени „Свети Йоан Кръстител“, „Свети Атанасий“, „Свети Николай“, датирана 1854 г., „Св. св. Петър и Павел“. В самия храм, в лявата страна е запазена фреска на Архангел Михаил от 3 април 1853 г. Фризът над царските икони има флорална декорация, над него са Дванадесетте празника и отгоре разпятие. Според Муцопулос в храма има три художествени стила – първият, наречен „народен“, показващ последните проблясъци на поствизантийската живопис в годините на османското владичество (изображенията, датиращи 1854, 1855), вторият показва силни западни влияния (Дванадесетте празника, стенописите в барабаните), а третият е напълно примитивен, дело на местните провинциални работилници.
В 1983 година църквата е обявена за паметник на културата под надзора на Девета ефория за византийски старини към Министерството на културата.